# Метод Монтанте
Метод Монтанте — метод лінійної алгебри для розв'язання системи лінійних рівнянь, знаходження обернених матриць та визначників. Метод названий в честь його першовідкривача Рене Марио Монтанте Пардо (René Mario Montante Pardo).
Головна особливість — працює використовуючи виключно цілочисельну арифметику для цілочисельних матриць, що дозволяє отримувати точні результати в комп'ютерних реалізаціях.

## Історія
Метод був розроблений в 1973 Рене Маріо Монтанте Пардо, на кафедрі механіки і електротехніки Universidad Autónoma de Nuevo León, в Монтеррей, Мексика.

## Алгоритм
Візьмемо лінійну систему рівнянь з цілими коефіцієнтами
{\displaystyle 2x-y-3z+w=3\,}
{\displaystyle x+y-2z-2w=2\,}
{\displaystyle 3x-2y+z-w=-2\,}
{\displaystyle x-y+z+3w=1\,}
Розширена матриця (включаючи результуючу колонку):
{\displaystyle A_{0}={\begin{pmatrix}2&-1&-3&1&3\\1&1&-2&-2&2\\3&-2&1&-1&-2\\1&-1&1&3&1\end{pmatrix}}}
Перша ітерація: залишаємо перший рядок (оглядовий рядок) як є, під першим елементом цього рядка робимо нулі.
{\displaystyle A_{1}={\begin{pmatrix}2&-1&-3&1&3\\0&\cdots &\cdots &\cdots &\cdots \\0&\cdots &\cdots &\cdots &\cdots \\0&\cdots &\cdots &\cdots &\cdots \end{pmatrix}}}
Поточний оглядовий елемент {\displaystyle p_{1}=2} на {\displaystyle a_{11}} (верхній лівий елемент), попередній оглядовий елемент {\displaystyle p_{0}=1}.
Кожен елемент в іншій частині матриці (за виключенням оглядового рядка та стовпця) отримані за формулою
{\displaystyle a_{ij}^{1}\leftarrow {\frac {a_{ij}p_{1}-a_{1j}a_{i1}}{p_{0}}}}
Отже
{\displaystyle A_{1}={\begin{pmatrix}2&-1&-3&1&3\\0&3&-1&-5&1\\0&-1&11&-5&-13\\0&-1&5&5&-1\end{pmatrix}}}
Друга ітерація: наступний оглядовий елемент {\displaystyle p_{2}=3} на {\displaystyle a_{22}^{1}}
Залишіть другий (оглядовий) рядок як є. Робимо нулі під діагональним елементом оглядового рядка, замінюємо всі попередні оглядові елементи на {\displaystyle p_{2}}. Потім використовуємо формулу детермінанта до інших елементів, у колонках з 3 по 5 та рядках 1, 3 і 4.
{\displaystyle a_{ij}^{2}\leftarrow {\frac {a_{ij}^{1}p_{2}-a_{2j}^{1}a_{i2}^{1}}{p_{1}}}\qquad \forall (i,j)\in \left\{1,3,4\right\}\times \left\{3,4,5\right\}}
{\displaystyle A_{2}={\begin{pmatrix}3&0&-5&-1&5\\0&3&-1&-5&1\\0&0&16&-10&-19\\0&0&7&5&-1\end{pmatrix}}}
Третя ітерація: як попередня, з оглядовим елементом {\displaystyle p_{3}=16} на {\displaystyle a_{33}^{2}}.
{\displaystyle A_{3}={\begin{pmatrix}16&0&0&-22&-5\\0&16&0&-30&-1\\0&0&16&-10&-19\\0&0&0&50&39\\\end{pmatrix}}}
Четверта ітерація:
{\displaystyle A_{4}={\begin{pmatrix}50&0&0&0&38\\0&50&0&0&70\\0&0&50&0&-35\\0&0&0&50&39\\\end{pmatrix}}}
Тоді розв'язання системи (1):

{\displaystyle x={\frac {38}{50}}\qquad y={\frac {70}{50}}\qquad z={\frac {-35}{50}}\qquad w={\frac {39}{50}}}